# Буріказганово
Буріказга́ново (рос. Буриказганово, башк. Бүреҡаҙған) — село у складі Стерлітамацького району Башкортостану, Росія. Адміністративний центр Буріказгановської сільської ради.
Населення — 799 осіб (2010; 840 в 2002).
Національний склад:
- татари — 83%

## Відомі люди
- Богданов Натфулла Хуснуллович — радянський нафтовик і вчений.